# Burg Tiefenstein
Die Burg Tiefenstein ist die Ruine einer Höhenburg oberhalb eines Steinbruchs bei dem Ortsteil Tiefenstein der Gemeinde Görwihl im Landkreis Waldshut in Baden-Württemberg. Die Ruinenreste sind nicht zugänglich, da der Waldweg zum alten Steinbruch gesperrt ist.

## Geschichte
Die 1241 erwähnte Burg wurde vermutlich erst im 13. Jahrhundert von den Herren von Teufen erbaut und war namensgebend für das damalige Dorf Tiefenstein. Anzunehmen ist, dass sich der Name auch auf das Geschlecht übertrug, welches sich erst danach als Herren von Tiefenstein und nicht mehr von Teufen bezeichnete. Ob es tatsächlich als Erbauer der Burg in Frage kommt oder ob zuvor bereits eine Burganlage bestand, bleibt zu untersuchen. Als mögliche Erbauer oder Besitzer kommen auch die Freiherren von Tegerfelden in Frage. Zu Beginn des Jahres 1272 wurde die Burg unter Rudolf von Habsburg im Rahmen der Belagerung von Basel zerstört, der Bischof von Basel, Heinrich von Neuenburg hatte die Burg eben erst gekauft.

## Anlage

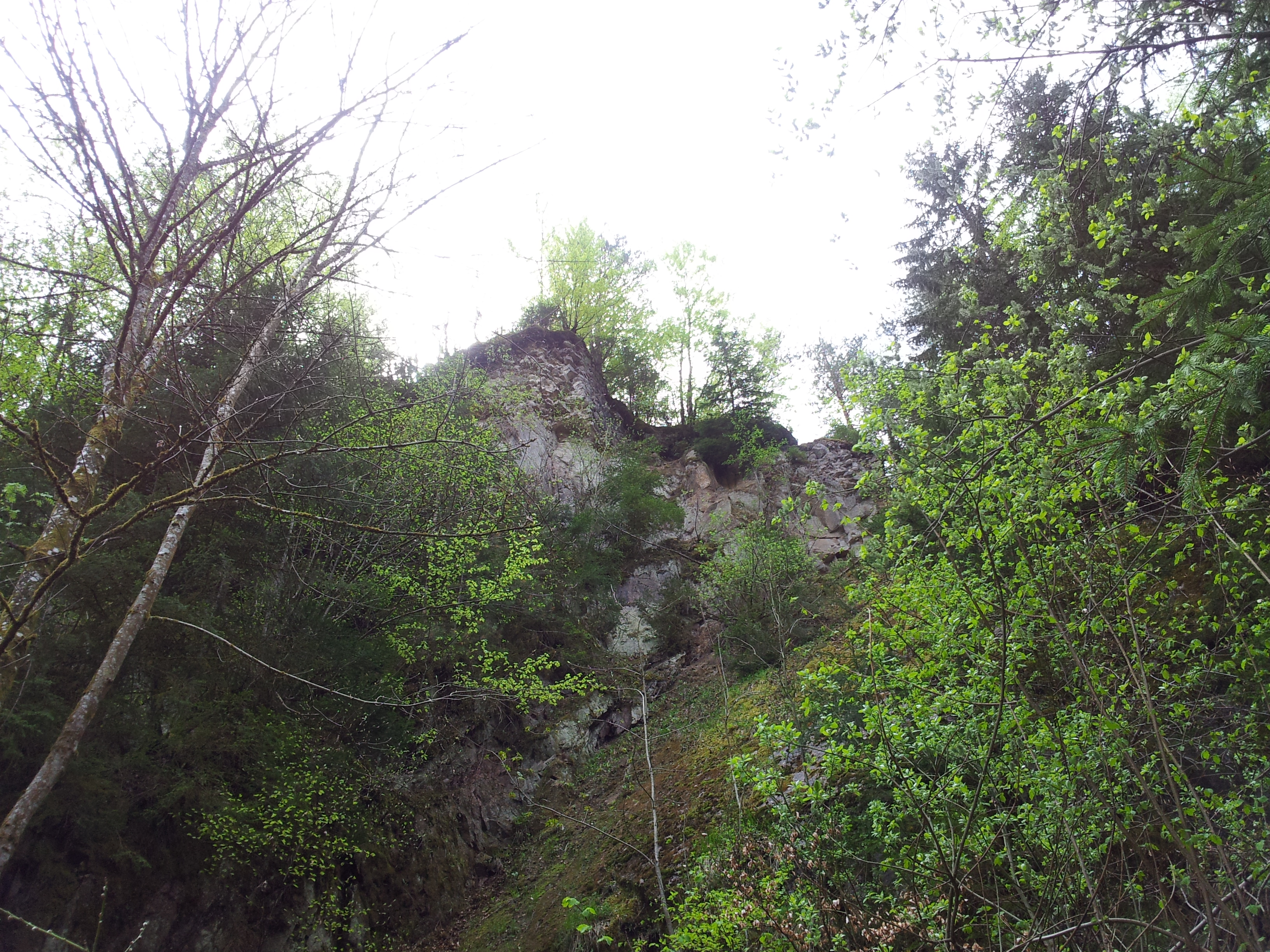
Burg Tiefenstein Mauerreste Norden

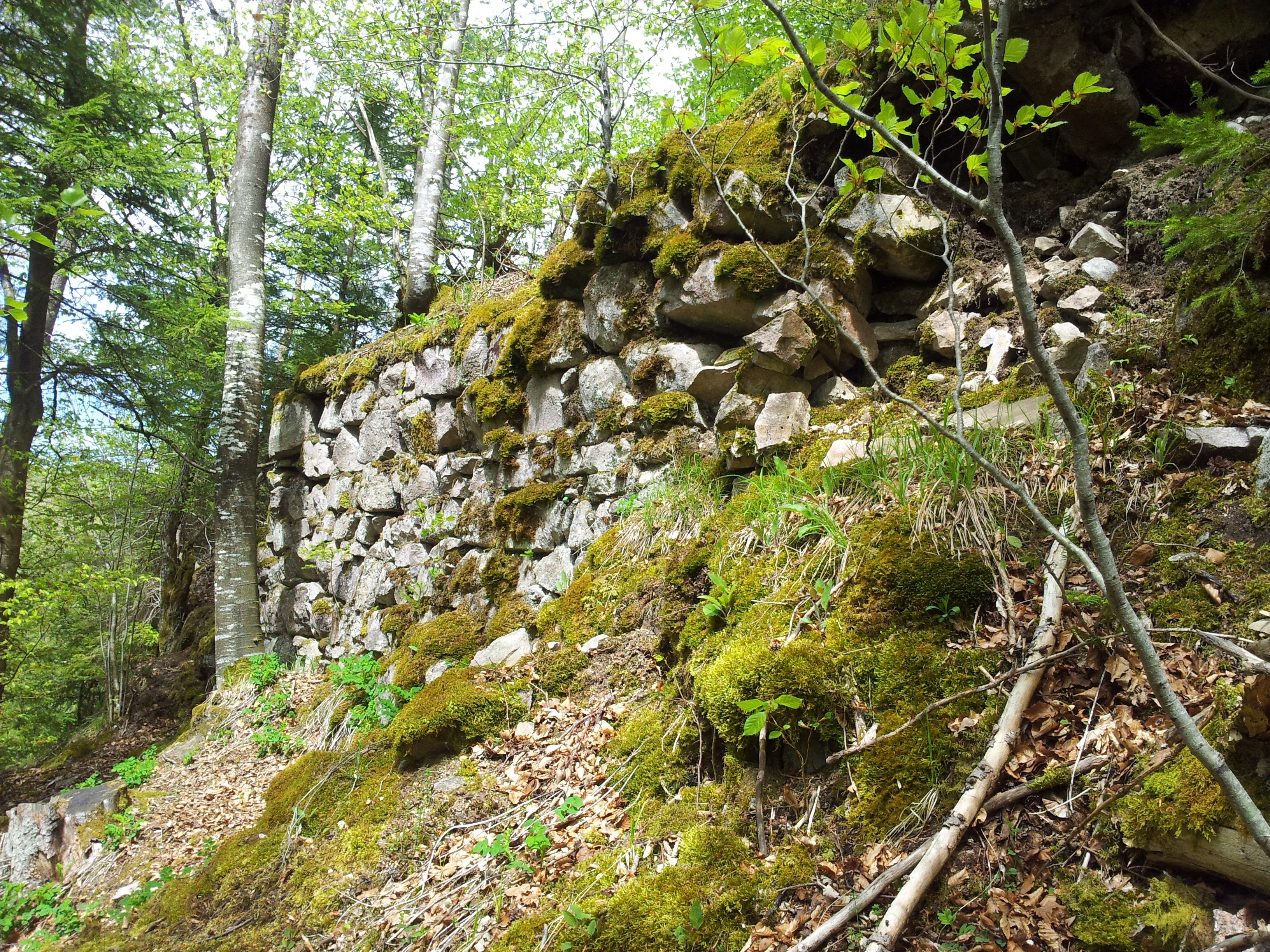
Mauerreste Burg Tiefenstein – Sueden

Von der ehemaligen Burganlage sind noch zwei Mauerreste erhalten. Etwa 300 Meter nordöstlich befinden sich die Reste einer frühen Wallburg, der Wallburg Tiefenstein. Im 16. Jahrhundert waren noch größere Teile der Anlage, obgleich schon damals als Ruine, vorhanden. Dies beschrieb der damalige Abt Caspar von St. Blasien so: „noch das Gemeuer des Schlosses zum thail, aber unbehauset und zergangen“. Abt Caspar beschreibt in seiner Chronik auch die zur Sage gewordene Erzählung vom Letzten Tiefensteiner.

### Sagen
- Joseph Geller: Des Tiefensteiners Fluch. In: Vom Jura zum Schwarzwald NF, 5. Jahrgang (1930), S. 111–112 e-periodica